# Eurhynchium myosuroides
Eurhynchium myosuroides là một loài rêu trong họ Brachytheciaceae. Loài này được Brid. Schimp. mô tả khoa học đầu tiên năm 1860.